# Université Grenoble-Alpes
Université Grenoble-Alpes (UGA) je veřejná výzkumná univerzita se sídlem v Grenoblu ve Francii .
UGA je považována za jednu z předních akademických institucí v oblasti technologie a vědy, mezi mnoha dalšími obory, včetně administrativy a ekonomiky. Podle šanghajského žebříčku (2020) je jednou ze 100 nejlepších univerzit na světě a pátou nejlepší francouzskou univerzitou.

## Slavní absolventi
- Henri Bosco, francouzský spisovatel
- Gérard Mourou, francouzský fyzik, specializující se na laserovou techniku